# Aproximante lateral palatal surda
A aproximante lateral palatal surda é um tipo de som consonantal, usado em algumas línguas faladas. Este som é um tanto raro; Dahalo tem uma fricativa lateral palatina e uma africada; Hadza tem uma série de africadas. Em Bura, é a realização de /ɬʲ/ palatalizado e contrastes com [ʎ]. O IPA não possui um símbolo dedicado para este som.
Se houver necessidade de distinção, a fricativa lateral alvéolo-palatina surda pode ser transcrita como ⟨ɬ̠ʲ⟩ (retraída e palatalizada ⟨ɬ⟩) ou ⟨𝼆̟⟩ (avançada ⟨𝼆⟩); estes são essencialmente equivalentes, uma vez que o contato inclui a lâmina e o corpo (mas não a ponta) da língua. Os símbolos X-SAMPA equivalentes são K_-_ j ou K_-' e L_0_+_r, respectivamente. Uma letra não-IPA ⟨ȴ̊˔⟩ (de-sonorizada e elevada ⟨ȴ⟩ pode ser usada, que é um "l" comum, mais a curvatura encontrada nos símbolos das fricativas sibilantes alvéolo-palatinas ⟨ɕ, ʑ⟩).
Alguns estudiosos também postulam a aproximante lateral palatina surda distinta da fricativa. A aproximante pode ser representada no IPA como ⟨ʎ̥⟩. A distinção não é reconhecida pela International Phonetic Association.

## Características
- Sua forma de articulação é fricativa, ou seja, produzida pela constrição do fluxo de ar por um canal estreito no local da articulação, causando turbulência.[2]
- Seu local de articulação é palatino, o que significa que é articulado com a parte média ou posterior da língua elevada ao palato duro.[2]
- Sua fonação é surda, o que significa que é produzida sem vibrações das cordas vocais.[2]
- É uma consoante oral, o que significa que o ar só pode escapar pela boca.[2]
- É uma consoante lateral, o que significa que é produzida direcionando o fluxo de ar para os lados da língua, em vez de para o meio.[2]
- O mecanismo da corrente de ar é pulmonar, o que significa que é articulado empurrando o ar apenas com os pulmões e o diafragma, como na maioria dos sons.[2]

## Ocorrência
| Língua    | Língua                            | Palavra              | AFI          | Significado          | Notas                                                                                                   |
| --------- | --------------------------------- | -------------------- | ------------ | -------------------- | --- |
| Bura      | Bura                              | [exemplo necessário] |              |                      | Contrasta com [ɬ] e ɮ].                                                                                 |
| Dahalo    | Dahalo                            | [𝼆aːbu]              | [𝼆aːbu]      | Folha                | Contrasta com [ɬ] e [ɬʷ]                                                                                |
| Feroês    | Feroês                            | kjálki               | [ˈt͡ʃʰaʎ̥t͡ʃɪ]  | Quexo                | Alofone de /l/.                                                                                         |
| Inupiaq   | Inupiaq                           | sikł̣aq               | [sik𝼆̟ɑq]     | Picareta             | Alveolo-palatal; também descrito como aproximante. Contrasta com surdo /ɬ/ e expresso /ʎ/ e /l/.        |
| Inupiaq   | Inupiaq                           | nuiŋił̣ł̣uni           | [nuiŋi𝼆̟𝼆̟uni] | Porque não apareceu  | Alveolo-palatal; também descrito como aproximante. Contrasta com surdo /ɬ/ e expresso /ʎ/ e /l/.        |
| Norueguês | Subdialeto Trondheim de Trøndersk | alt                  | [ɑʎ̥c]        | Tudo                 | Alofone de /ʎ/ antes de /c/.                                                                            |
| Norueguês | Alguns dialetos de Trøndersk      | tatle                | [tɑʎ̥]        | Agindo de forma boba | De acordo com alguns estudiosos, é um fonema que contrasta com /ʎ/ (como em /tɑʎ/ ''madeira conífera'') |
| Turco     | Turco                             | dil                  | [ˈd̪il̠̊ʲ]      | Língua               | Alofone surdo do alvéolo-palatal /l/, frequente no fim e antes de consoantes surdas.                    |
| Xumi      | Inferior                          | [Hʎ̥˖o]               | [Hʎ̥˖o]       | Espírito             | Descrito como aproximante. Alvéolo-palatal; contrasta com o expresso /ʎ/.                               |
| Xumi      | Superior                          | [Hʎ̥˖ɛ]               | [Hʎ̥˖ɛ]       | Sem gosto            | Descrito como aproximante. Alvéolo-palatal; contrasta com o expresso /ʎ/.                               |